# Muling
Muling (kinesisk: 穆棱; pinyin: Mùlíng) er en by på amtsniveau i bypræfekturet Mudanjiang i provinsen Heilongjiang i det nordøstlige Kina.
44°54′59″N 130°31′16″Ø / 44.91643°N 130.5212°Ø